# Всичко, което е най-важно
„Всичко, което е най-важно“ (на полски: Wszystko, co najważniejsze) е полски психологичен, драматичен, игрален филм от 1992 година на режисьора Роберт Глински.
Филмът е екранизация на автобиографична разказ от Павлина Ват.

## Актьорски състав
- Ева Скибинска – Павлина Ват
- Кшищоф Глобиш – Александър Ват
- Адам Шемьион – Анджей Ват
- Гражина Баршчевска – Барбара Желинска
- Богуслав Линда – Тадеуш Богуцки
- Виктор Чеботариев – Иван
- Кшищоф Строински – Адам Хростовски
- Карол Штрасбургер – Стефан Карски
- Мажена Трибала – Зофия Винкел
- Наталия Колакановска – Вера
- Екатерина Василева – руска от Алма-Ати
- Лев Тьомкин – пулковник НКВД
- Марек Кондрат – Стах
- Евгенюш Привеженцев – Кучински
- Божена Миллер-Малецка – Изабелла
- Барбара Баблинска – селянка

## Награди
- 17. Фестивал на Полските Игрални Филми – награда главна